# سانی‌اسلوپ (واشینگتن)
سانی‌اسلوپ (به انگلیسی: Sunnyslope) یک منطقهٔ مسکونی در ایالات متحده آمریکا است که در شهرستان چیلان، واشینگتن واقع شده‌است. سانی‌اسلوپ ۲۶٫۰ کیلومتر مربع مساحت و ۳٬۲۵۲ نفر جمعیت دارد و ۲۴۹ متر بالاتر از سطح دریا واقع شده‌است.